# NEVER ENDING SUMMER
『NEVER ENDING SUMMER』（ネバー・エンディング・サマー）は、日本のロックバンドである杉山清貴&オメガトライブの3枚目のオリジナル・アルバム。
1984年12月21日にVAPからリリースされ、プロデューサーは藤田浩一、エグゼクティブ・プロデューサーは遠藤勝彦と北村篤識が担当しており、アルバム『AQUA CITY』（1983年）の延長線上という本来の路線に軌道修正されており、歌詞の情景やリリース時期から、夏を題材としながらも“冬オメガ”のイメージの内容となっている。
本作はオリコンチャートで8位を獲得したが、前作『RIVER'S ISLAND』（1984年）より順位は下回ったものの、1985年の年間アルバムチャートでは22位にランクインした。
2022年9月28日にリリースされたリミックス・アルバム『NEVER ENDING SUMMER REMIX』（ネバー・エンディング・サマー リミックス）も同時に記述する。

## 制作
楽曲の明記は無いが、ブラスアレンジとして新田一郎 with Horn Spectrumが参加している。
A面は、シングル「リバーサイド・ホテル」（1984年）を除いたすべての楽曲を、杉山清貴が作曲を手がけている。
B面の「ネバー・エンディング・サマー」は、林哲司が手がけた組曲で、プロデューサーである藤田浩一の意向のもとで制作された。内容は「夏に出会った男女が一度は別れ、再び会おうとするまでの物語」を描いており、作詞はすべて秋元康が担当した。シングル「ふたりの夏物語」（1985年）のサブタイトルに「NEVER ENDING SUMMER」とあるものの、作詞は康珍化が手がけており、今作との関連性は無い。

## リリース
1984年12月21日にVAPからLPレコードとCT、CDの3形態でリリースされた。
1990年3月21日と1994年6月1日に2度CDのみ再リリースされた。
2016年9月14日にMEG-CDとしてリリースされた。

## 収録曲

### LPレコード, CT
| #         | タイトル                                                     | 作詞       | 作曲      | 編曲      | 時間  |
| --------- | ------------------------------------------------------------ | ---------- | --------- | --------- | ----- |
| 1.        | 「ミスティ・ナイト・クルージング」(Misty Night Cruising)     | 康珍化     | 杉山清貴  | 松下誠    | 4:31  |
| 2.        | 「イースタン・レイルロード」(Eastern Railroad)               | 有川正沙子 | 杉山清貴  | 志熊研三  | 3:56  |
| 3.        | 「トワイライト・ベイ・シティ」(Twilight Bay City)            | 有川正沙子 | 杉山清貴  | 志熊研三  | 4:13  |
| 4.        | 「リバーサイド・ホテル」(Riverside Hotel)                    | 康珍化     | 林哲司    | 林哲司    | 4:36  |
| 5.        | 「ステイ・ザ・ナイト・フォーエバー」(Stay The Night Forever) | 有川正沙子 | 杉山清貴  | 松下誠    | 5:09  |
| 合計時間: | 合計時間:                                                    | 合計時間:  | 合計時間: | 合計時間: | 22:25 |

| 全作詞: 秋元康、全作曲・編曲: 林哲司。 |                                                                                 |        |            |      |
| #                                      | タイトル                                                                        | 作詞   | 作曲・編曲 | 時間 |
| 1.                                     | 「ネバー・エンディング・サマー I」(Never Ending Summer I)                       | 秋元康 | 林哲司     | 5:40 |
| 2.                                     | 「ネバー・エンディング・サマー II」(Never Ending Summer II)                     | 秋元康 | 林哲司     | 3:30 |
| 3.                                     | 「ネバー・エンディング・サマー III」(Never Ending Summer III)                   | 秋元康 | 林哲司     | 3:33 |
| 4.                                     | 「ネバー・エンディング・サマー IV〜プロローグ」(Never Ending Summer IV〜Prolog) | 秋元康 | 林哲司     | 5:30 |
| 合計時間:                              | 合計時間:                                                                       | 18:13  |            |      |

### CD, MEG-CD
| #         | タイトル                                                                        | 作詞       | 作曲      | 編曲      | 時間  |
| --------- | ------------------------------------------------------------------------------- | ---------- | --------- | --------- | ----- |
| 1.        | 「ミスティ・ナイト・クルージング」(Misty Night Cruising)                        | 康珍化     | 杉山清貴  | 松下誠    | 4:31  |
| 2.        | 「イースタン・レイルロード」(Eastern Railroad)                                  | 有川正沙子 | 杉山清貴  | 志熊研三  | 3:56  |
| 3.        | 「トワイライト・ベイ・シティ」(Twilight Bay City)                               | 有川正沙子 | 杉山清貴  | 志熊研三  | 4:13  |
| 4.        | 「リバーサイド・ホテル」(Riverside Hotel)                                       | 康珍化     | 林哲司    | 林哲司    | 4:36  |
| 5.        | 「ステイ・ザ・ナイト・フォーエバー」(Stay The Night Forever)                    | 有川正沙子 | 杉山清貴  | 松下誠    | 5:09  |
| 6.        | 「ネバー・エンディング・サマー I」(Never Ending Summer I)                       | 秋元康     | 林哲司    | 林哲司    | 5:40  |
| 7.        | 「ネバー・エンディング・サマー II」(Never Ending Summer II)                     | 秋元康     | 林哲司    | 林哲司    | 3:30  |
| 8.        | 「ネバー・エンディング・サマー III」(Never Ending Summer III)                   | 秋元康     | 林哲司    | 林哲司    | 3:33  |
| 9.        | 「ネバー・エンディング・サマー IV〜プロローグ」(Never Ending Summer IV〜Prolog) | 秋元康     | 林哲司    | 林哲司    | 5:30  |
| 合計時間: | 合計時間:                                                                       | 合計時間:  | 合計時間: | 合計時間: | 40:38 |

## 楽曲解説
1. ミスティ・ナイト・クルージング
  - 作曲は杉山清貴が担当したが、ほとんどスタジオでのヘッド・アレンジのままで完成したという[1]。
2. イースタン・レイルロード
  - 杉山が初めて作った16ビートの楽曲である[1]。
3. トワイライト・ベイ・シティ
  - 杉山がある夜眠ろうとした時に、メロディが完璧な形で頭の中に浮かんだという[1]。後にも先にも楽器を使わずに作曲した唯一の曲で、後からコードを当てはめてみると、普段自分が絶対に使わないコード進行だったことに驚愕したという[1]。
4. リバーサイド・ホテル
  - 4thシングル。
5. ステイ・ザ・ナイト・フォーエバー
林哲司の影響を受けながら杉山が作り上げたバラードで、それまでの自分にはなかったカラーだという[1]。
6. ネバー・エンディング・サマー I
  - 杉山がライブ・アルバム『I WANNA HOLD YOU AGAIN』[4]（1993年）にてセルフカバーされた。
7. ネバー・エンディング・サマー II
8. ネバー・エンディング・サマー II
9. ネバー・エンディング・サマー IV〜プロローグ

## クレジット
- Produced by Koichi Fujita

- S.Kiyotaka & OMEGA TRIBE is:
Kiyotaka Sugiyama (Vocal)
Shinji Takashima (Guitars, Chorus)
Kenji Yoshida (Guitars, Chorus)
Toshitsugu Nisihara (Keyboard, Chorus)
Takao Oshima (Bass, Chorus)
Keiichi Hiroishi (Drums, Percussion)

- Exective Producer : Katsuhiko Endo, Atsushi Kitamura
- Director : Shigeru Matsuhashi, Ken Shiguma
- Sound Adviser : Tetsuji Hayashi
- Mixing Engineer : Kunihiko “Jr” Shimizu
- Overdub Engineer : Jun Wakao, Tatsuo Sekine, Hiroshi Fujita
- Second Engineer : Mizuo “Tamadon” Miura
- Mixing Studio : Nichion C Studio
- Recording Studio : Nichion, Sound Inn, Sound City, etc.
- Digital Recorder : SONY PCM-3324 (24ch), JVC DAS-900 (Master)
- Recording Date : Aug. 10th'84〜Nov. 2nd'84
- Artist Management : Triangle Production
- Session Cordination : Sound Seven

- Front Cover Photo : Tadayasu Ozawa
- Back Cover Photo : Jushi Watanabe
- Stylist : Atsuko Shimizu(Back Cover Photo)
- Design : Takeharu Tanaka, Yumiko Ohta (Soap Inc.)

## リリース履歴
| No. | 日付           | レーベル | 規格       | 規格品番   | 備考         |
| --- | -------------- | -------- | ---------- | ---------- | ------------ |
| 1   | 1984年12月21日 | VAP      | LPレコード | 30159-28   |              |
| 1   | 1984年12月21日 | VAP      | CT         | 50159-28   |              |
| 1   | 1984年12月21日 | VAP      | CD         | 80006-35   |              |
| 3   | 1990年3月21日  | VAP      | CD         | VPCC-80378 | 再リリース盤 |
| 3   | 1994年6月1日   | VAP      | CD         | VPCC-84005 | 再リリース盤 |
| 4   | 2016年9月14日  | VAP      | MEG-CD     | MSCL-60859 | 再リリース盤 |

## NEVER ENDING SUMMER REMIX
『NEVER ENDING SUMMER REMIX』（ネバー・エンディング・サマー リミックス）、日本のロックバンドである杉山清貴&オメガトライブのリミックス・アルバム。
2022年9月28日にVAPからリリースされ、プロデューサーは林哲司、コ・プロデューサーは志熊研三が担当している。
杉山清貴&オメガトライブの結成40周年を記念した企画の第3弾として発表され、林による総監修のもとリミックスが施されている。

### リリース
2022年9月28日にVAPからBlu-spec CD2としてリリースされ、ボーナス・トラックとして、6曲目の「ネバー・エンディング・サマー I」のリ・アレンジバージョンである「Never Ending Summer I Ballade Version」が収録されている。

### 収録曲
| #         | タイトル                                               | 作詞       | 作曲      | 編曲      | ミックス  | 時間  |
| --------- | ------------------------------------------------------ | ---------- | --------- | --------- | --------- | ----- |
| 1.        | 「Misty Night Cruising」(REMIX)                        | 康珍化     | 杉山清貴  | 松下誠    | 三浦瑞生  | 4:31  |
| 2.        | 「Eastern Railroad」(REMIX)                            | 有川正沙子 | 杉山清貴  | 志熊研三  | 内沼映二  | 3:54  |
| 3.        | 「Twilight Bay City」(REMIX)                           | 有川正沙子 | 杉山清貴  | 志熊研三  | 内沼映二  | 4:18  |
| 4.        | 「Riverside Hotel」(REMIX)                             | 康珍化     | 林哲司    | 林哲司    | 内沼映二  | 4:27  |
| 5.        | 「Stay The Night Forever」(REMIX)                      | 有川正沙子 | 杉山清貴  | 松下誠    | 内沼映二  | 5:17  |
| 6.        | 「Never Ending Summer I」(REMIX)                       | 秋元康     | 林哲司    | 林哲司    | 三浦瑞生  | 5:40  |
| 7.        | 「Never Ending Summer II」(REMIX)                      | 秋元康     | 林哲司    | 林哲司    | 三浦瑞生  | 3:29  |
| 8.        | 「Never Ending Summer III」(REMIX)                     | 秋元康     | 林哲司    | 林哲司    | 三浦瑞生  | 3:26  |
| 9.        | 「Never Ending Summer IV〜Prolog」(REMIX)              | 秋元康     | 林哲司    | 林哲司    | 内沼映二  | 5:39  |
| 10.       | 「Never Ending Summer I Ballade Version」(BONUS TRACK) | 秋元康     | 杉山清貴  | 志熊研三  | 三浦瑞生  | 5:40  |
| 合計時間: | 合計時間:                                              | 合計時間:  | 合計時間: | 合計時間: | 合計時間: | 46:21 |

### リリース履歴
| No. | 日付          | レーベル | 規格         | 規格品番   | 備考 |
| --- | ------------- | -------- | ------------ | ---------- | ---- |
| 1   | 2022年9月28日 | VAP      | Blu-spec CD2 | VPCC-86420 |      |